# Kostel Jména Panny Marie (Křtiny)
Kostel Jména Panny Marie je barokní poutní kostel ve Křtinách v okrese Blansko, vybudovaný během první poloviny 18. století podle návrhu architekta Jana Blažeje Santiniho-Aichela. Je farním kostelem farnosti Křtiny. Kostel spolu s přilehlou kaplí svaté Anny a bývalým proboštstvím je dominantou obce. Celý poutní areál byl roku 2008 vyhlášen národní kulturní památkou České republiky.

## Historie
Křtiny se nachází přibližně 14 km severovýchodně od Brna a jsou známé především mariánskými poutěmi ke kamenné gotické skulptuře Madony, která vznikla okolo roku 1340. Nicméně hromadné poutě do Křtin jsou doloženy až v 17. a 18. století, kdy zdejší poutě patřily k nejnavštěvovanějším. Již na počátku 17. století přicházelo tolik poutníků, že o velkých poutích museli vypomáhat i kněží z Brna. Například roku 1720 zde bylo zaznamenáno 41 tisíc poutníků.
První písemná zmínka o Křtinách se nachází v textu imunitní listiny, vydané papežem Řehořem IX. v září 1237, kde se obec vyskytuje mezi dalšími vesnicemi v majetku zábrdovických premonstrátů, kteří snad mohli být i jejich zakladateli. Již na konci 13. století se zde nacházel kostel, což dokazuje listina z Moravského diplomatáře, v níž cenedský pomocný biskup Antonín udělil odpustky návštěvníkům křtinského a zábrdovického kostela. Dodnes nedořešená je otázka existence dvou středověkých kostelů v obci. Menší kostel, tzv. český, ležel přibližně na místě dnešního barokního chrámu. Severně od něj, v místech dnešní kaple sv. Anny, se nacházela větší kostelní stavba, snad patřící ženskému klášteru premonstrátek, které barokní literatura uvádí ve spojitosti se zničením kláštera husity 1423 (popř. 1424). Tento větší kostel nebyl od husitských válek až do 17. století obnovován a socha Panny Marie byla přesunuta do menšího, původně farního, kostela. V prvním desetiletí 18. století došlo k nákladným opravám starých kostelů, což dokazuje, že za opata Hájka (1695–1712) se s novou výstavbou v obci nepočítalo. Avšak jeho nástupce, opat Hugo Bartlicius (1712–1738), se rozhodl vystavět nové poutní místo a pro tento úkol získal Jana Blažeje Santiniho-Aichela. Vzhledem k tomu, že po zrušení zábrdovického kláštera císařem Josefem II. v roce 1784 zanikly zřejmě všechny písemné i plánové dokumenty týkající se Santiniho účasti na novostavbě ve Křtinách, zůstává základním pramenem stavba samotná.
Výstavba podle Santiniho projektu začala roku 1718 budováním kaple sv. Anny. Provádějícím architektem byl brněnský František Benedikt Klíčník. Dokončena a vyzdobena byla roku 1733, kdy sem byla přenesena rovněž socha Panny Marie z poutního kostela, který byl v tomto roce zbořen, aby udělal místo barokní novostavbě chrámu. Ta byla započata již roku 1728, tedy pět let po smrti Santiniho, v těsné blízkosti starého kostela, takže jej z počátku částečně obestavěla a teprve po zboření staré svatyně se mohly práce rozběhnout rychlejším tempem. Stavitelem byl František Antonín Ritz (1697–1767). Do roku 1738 byla obvodová zeď kostela dovedena pouze do výše velkých oken, za což může zřejmě technicky velmi náročné provedení základů a terasovité podnože na členitém podloží. Stavba byla dokončena roku 1750. Původní projekt byl v průběhu výstavby částečně pozměněn, především byla nově připojena osová věž v průčelí a Santiniho tvarosloví štukové výzdoby bylo obměněno v duchu dekorativního cítění pozdního baroka. Autor těchto změn není znám, uvažuje se o Christianu Alexandrovi Oedtlovi (1654–1731), avšak argumenty nejsou příliš přesvědčivé. V květnu 1750 byla do chrámu přenesena socha Panny Marie a kostel byl požehnán opatem Matuškou. V následujících dvou desetiletích byl kostel nákladně vyzdoben za účasti předních moravských umělců, Jana Jiřího Etgense (1697–1757), který je autorem freskové výzdoby, a sochařů Antonína (1695–1761) a Ondřeje Schweiglových (1735–1812). Kompletně dokončen a slavnostně vysvěcen byl 21. dubna 1771 prvním brněnským biskupem Matyášem Františkem Chorinským z Ledské.
Roku 1844 při požáru shořely střechy kostela i dalších budov poutního areálu a původní členité vysoké mansardové střechy byly nahrazeny ve zjednodušené formě. V letech 1864–1865 byla část prelatury přestavěna na novorenesanční zámek. Menší část, dochovaná dodnes v barokní podobě, slouží jako fara. Na konci druhé světové války byl ambit poškozen leteckou pumou a kostel střelbou, tyto škody byly brzy opraveny. Mezi lety 1975 až 2009 probíhala komplexní rekonstrukce.

### Program záchrany architektonického dědictví
V rámci Programu záchrany architektonického dědictví bylo v letech 1995-2014 na opravu schodiště před kostelem čerpáno 10 500 000 Kč.
| rok    | 1995  | 1996  | 1997  | 1998  | 1999  | 2000  | 2001 |
| ------ | ----- | ----- | ----- | ----- | ----- | ----- | ---- |
| částka | 1 500 | 1 400 | 2 000 | 2 600 | 1 200 | 1 000 | 800  |

## Popis

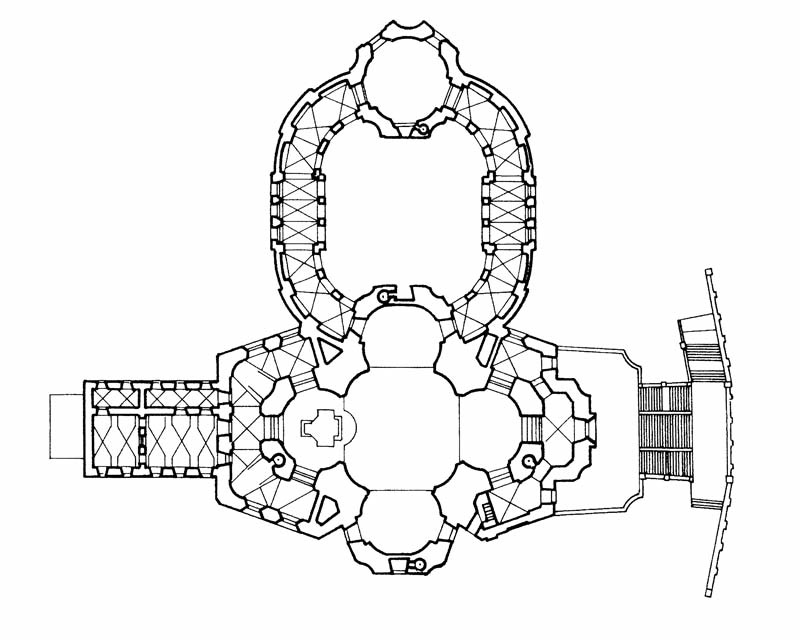
Půdorysný plán kostela

Poutní areál sestává z centrálního kostela Jména Panny Marie na půdorysu řeckého kříže, orientovaného na sever, na východní straně na něj navazuje ambitové nádvoří s věžovou kaplí sv. Anny, která měla mít protějšek v nikdy nepostavené západní kapli sv. Josefa rovněž s ambitem, severně od kostela se nachází proboštství, které bylo oproti původnímu projektu provedeno jen zčásti.
Důležitou roli v osnově půdorysu, která je určena geometrickými vztahy základního kružnicového schématu, hrají opsané a vepsané pentagony, které mohou odkazovat k pěti ranám Kristovým stejně jako k symbolu univerzality. Symboliku pětice doplňuje rovněž význam dalších čísel (3, 4 a 12). V jinak ryze barokní stavbě se nacházejí některé také latentní gotismy. Jde především o hustě skládané lineární profily říms, trojlisté záklenky oken a vnitřní ochozy chrámu, které navazují na typ středověkých ochozových centrál. Tvarosloví interiéru i exteriéru vychází   kompozitního řádu. V exteriéru jsou skladebné poměry pilastrů i utváření jejich detailů volnější než v interiéru chrámu. Tu jsou pilířové úseky stěn osazeny pilastrovými srostlicemi kompozitního řádu, nasazenými na vysokém soklu a vynášejícími kladí. „Podstatnou součástí utváření stěny je i bohatá škála arkádových a okenních otvorů, které otevírají plochy polí a utvářejí onen podivuhodný světelně transparentní charakter zdi. Na osy otvorů navazují i velká, výškově oválná okna, probírající paty kleneb. Působení dosedu klenby na korunu stěn je tím výrazně vylehčeno. Klenební plochy působí spíše jako vzhůru se vzdouvající než dosedající a tlačící směrem dolů. Kumulace světla v horní části prostoru rovněž toto optické vylehčení až odhmotnění stěn a kleneb podporuje.“ Skvěle zvládnutá je i krajině urbanistická situace areálu.
Santini pravděpodobně znal turínský kostel Immacolata Concezione od Guarina Guariniho. Krajní pole hloubkové kompozice tohoto turínského chrámu, jehož půdorys stěn je veden na kružnici, inspirovala utváření půdorysu a obvodové zdi ramen křížové dispozice křtinského kostela. Na stycích jednotlivých báňových kleneb ve křtinském kostele však neužil motivu zprostředkujících valených sedel, jak je tomu v Turíně, místo toho klenební plochy do sebe narážejí se strohém ořezu, který je dán vertikální rovinou jejich styku. Tímto je u této centrály podtržena „buněčná“ prostorová skladba bez náznaku prostorového scelení či proniků kleneb.

## Galerie

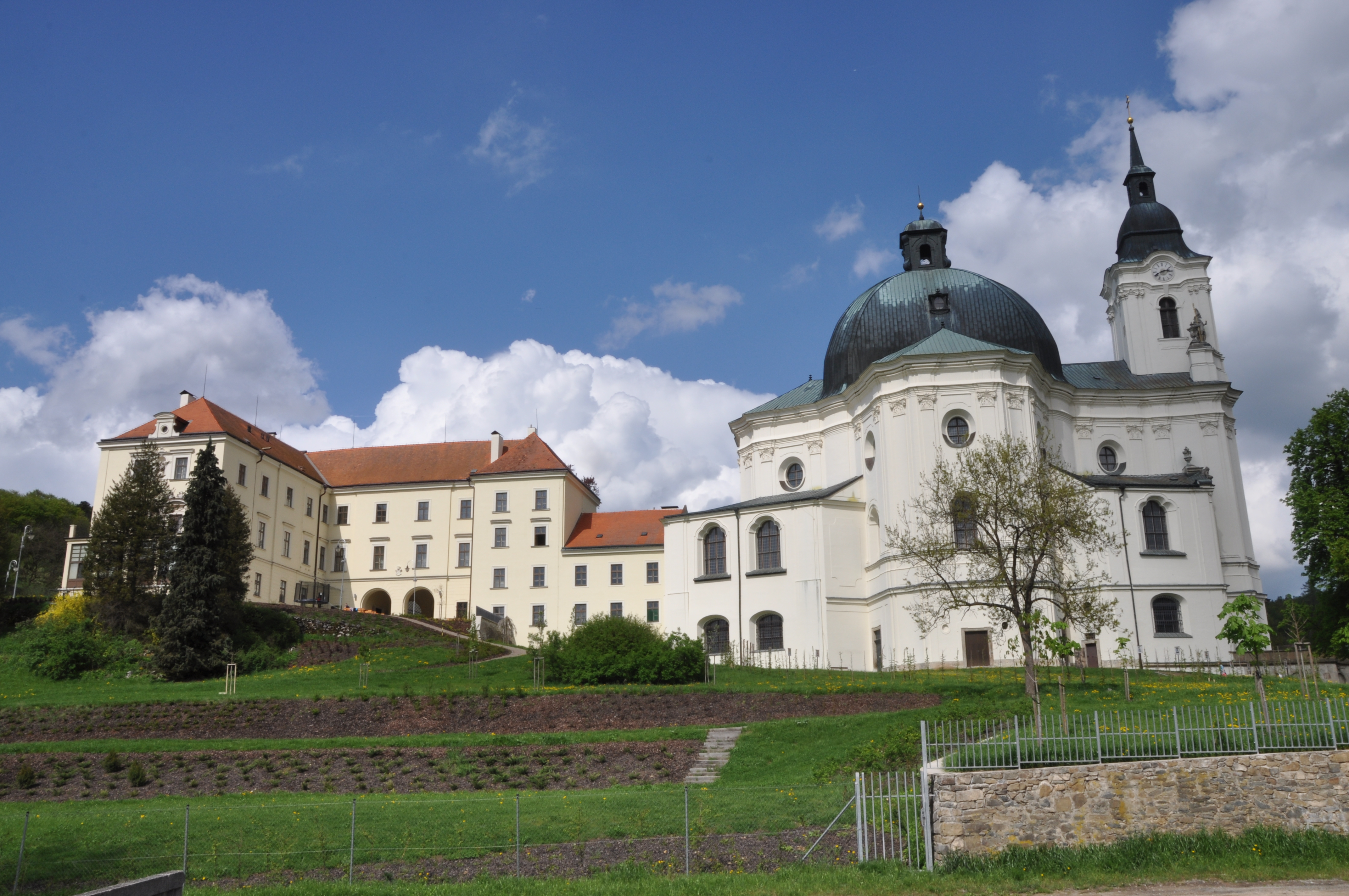
kostel a zámek od jihu
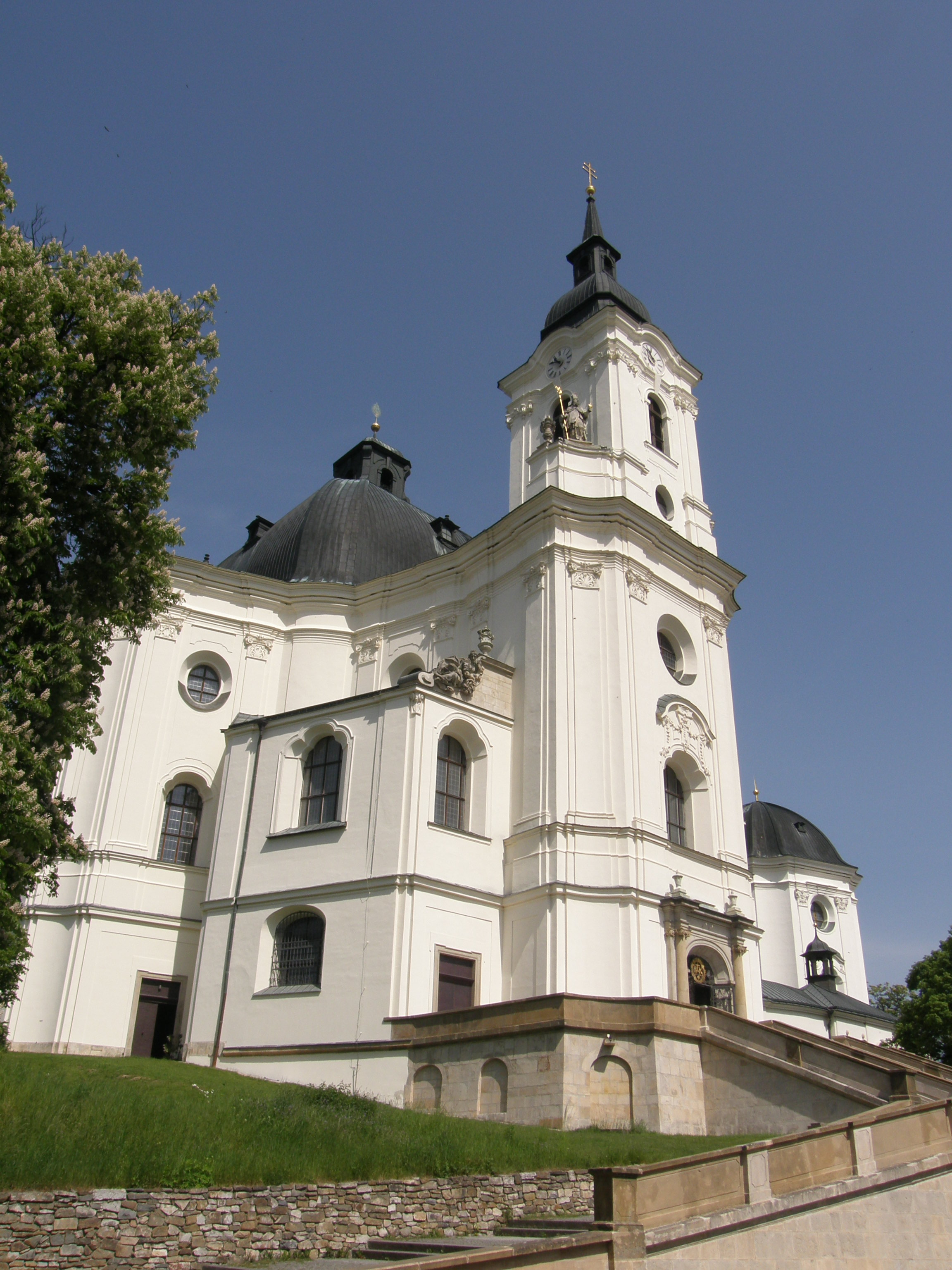
exteriér kostela
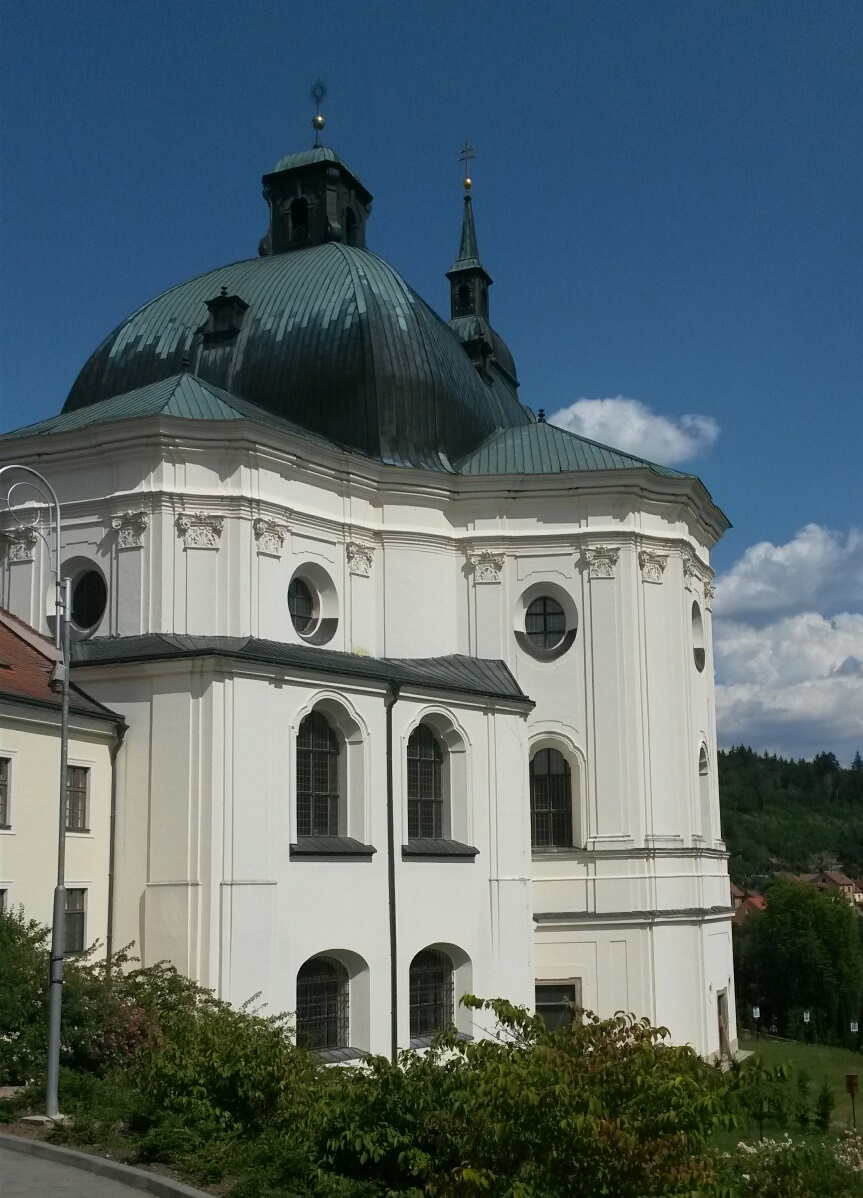
pohled od západu
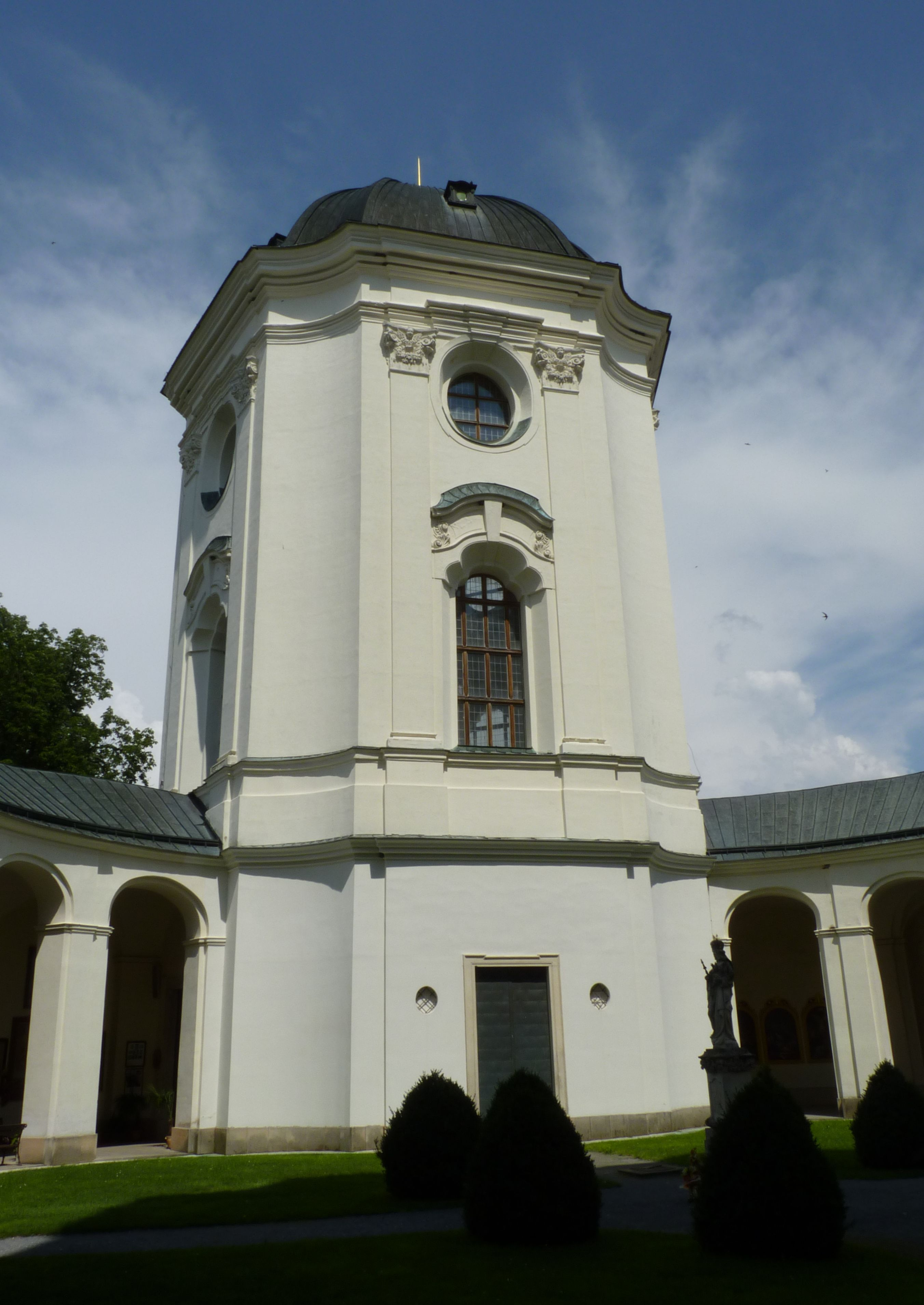
kaple svaté Anny
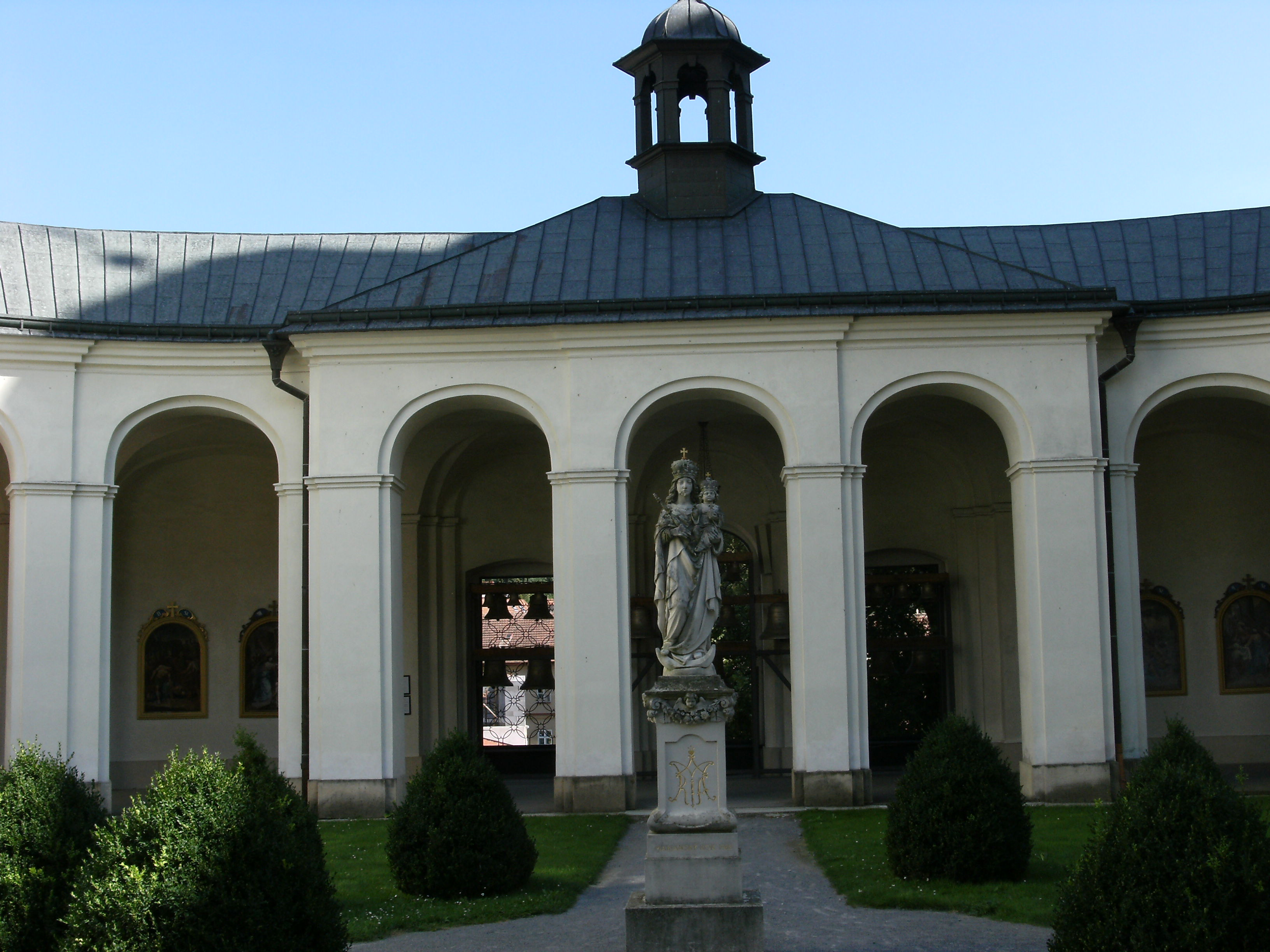
nádvoří se sochou
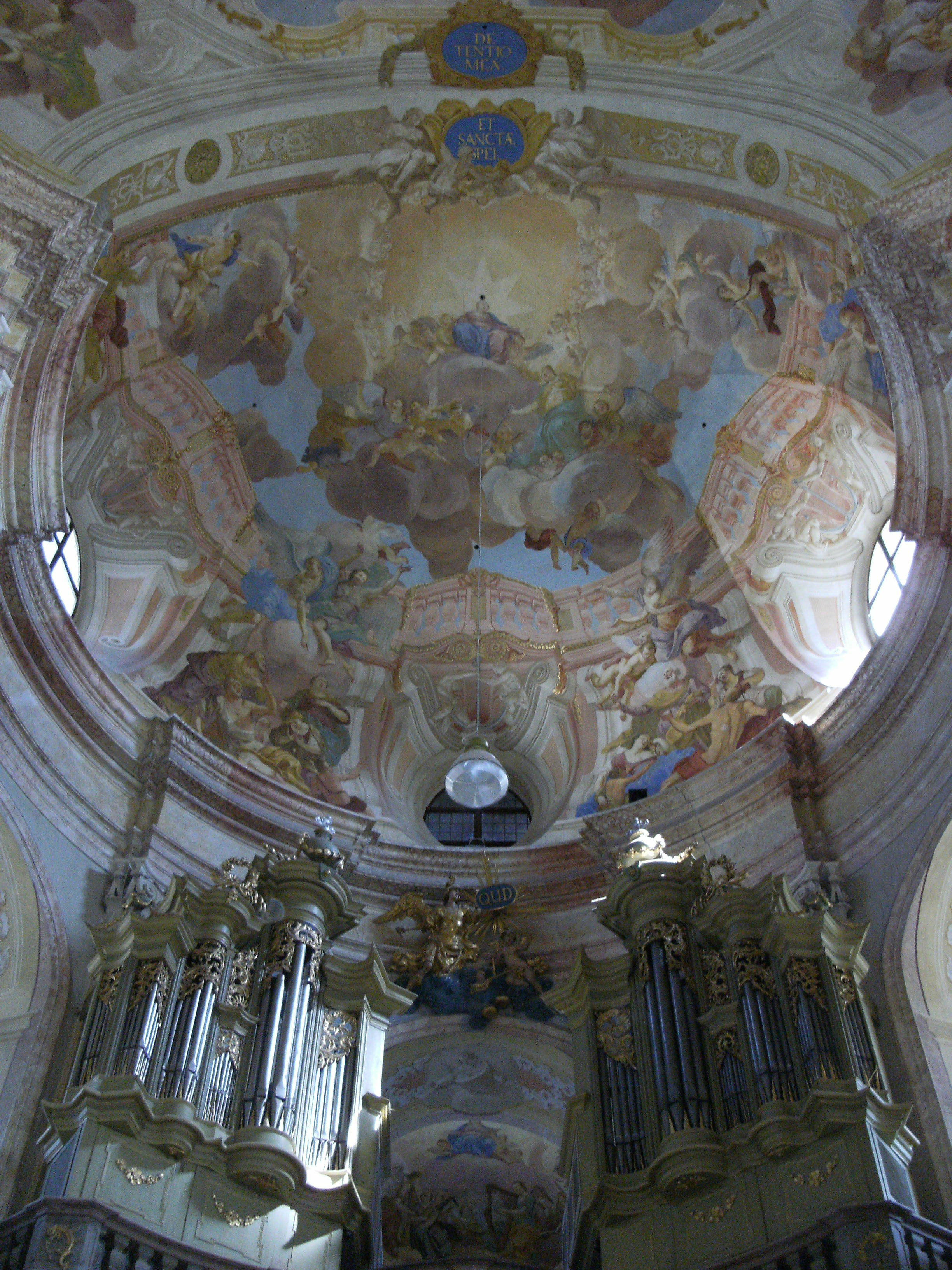
interiér – stropní výzdoba a varhany
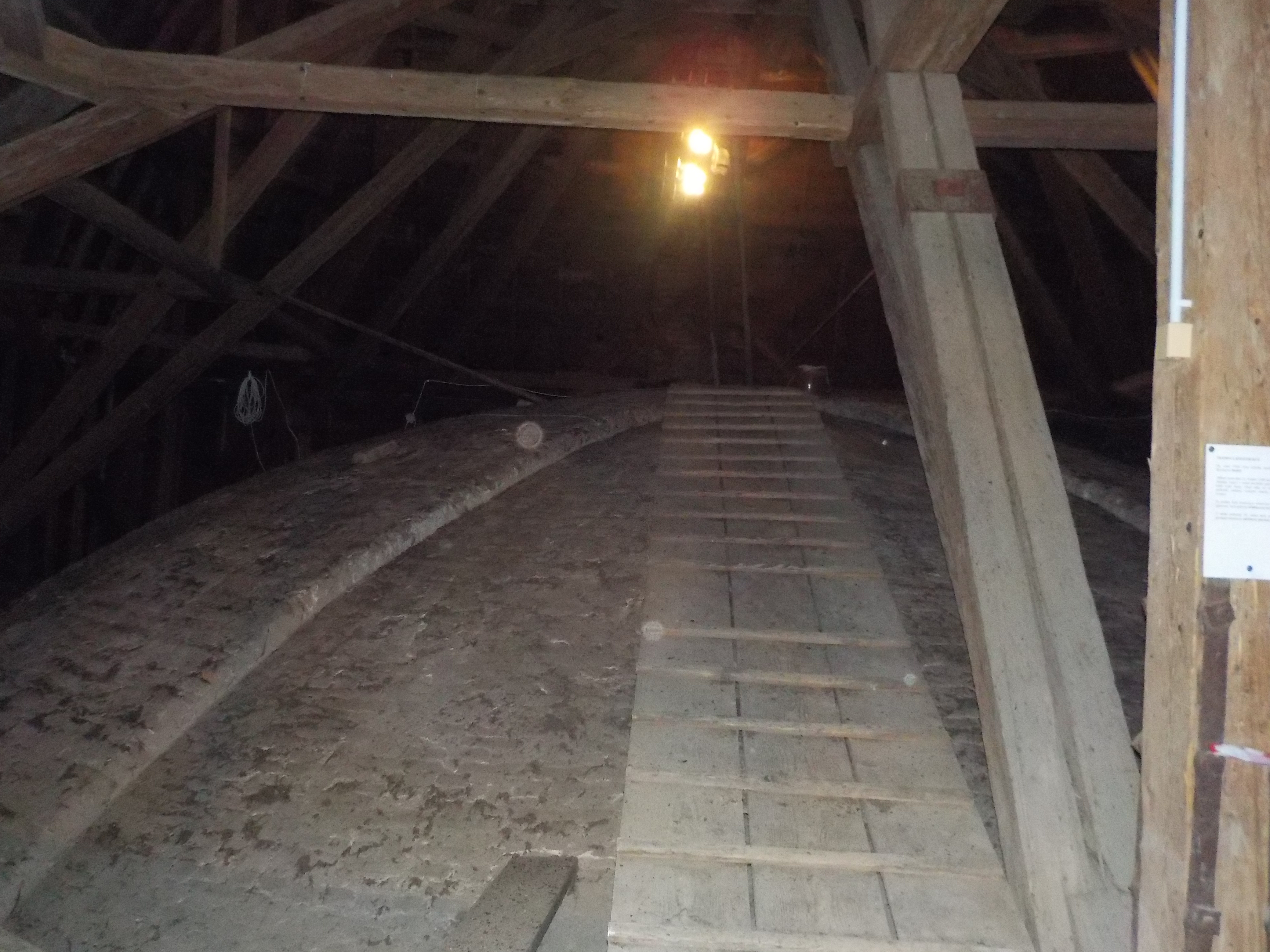
Vršek hlavní kopule křtinského kostela
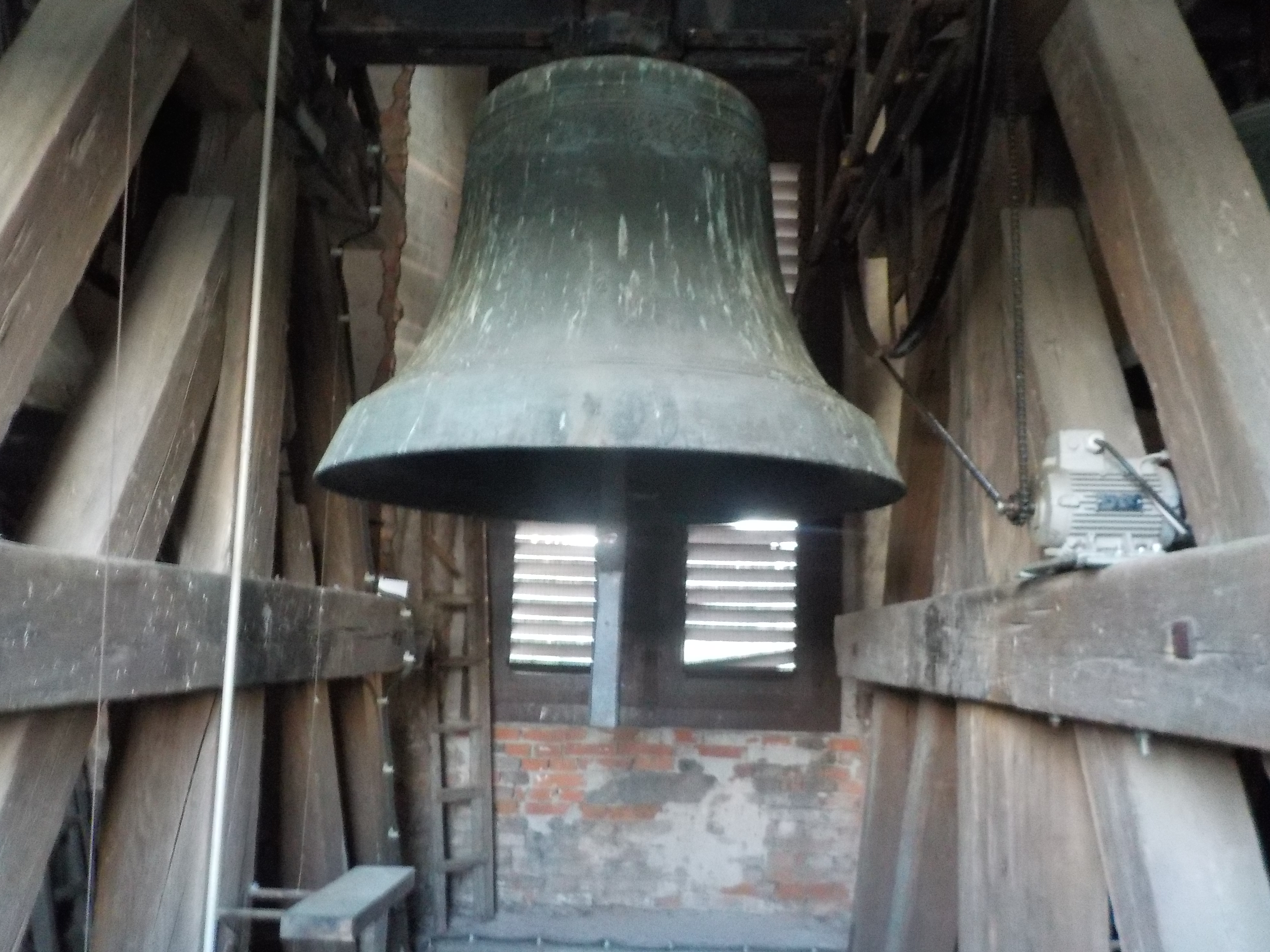
Zvon ve věži křtinského kostela
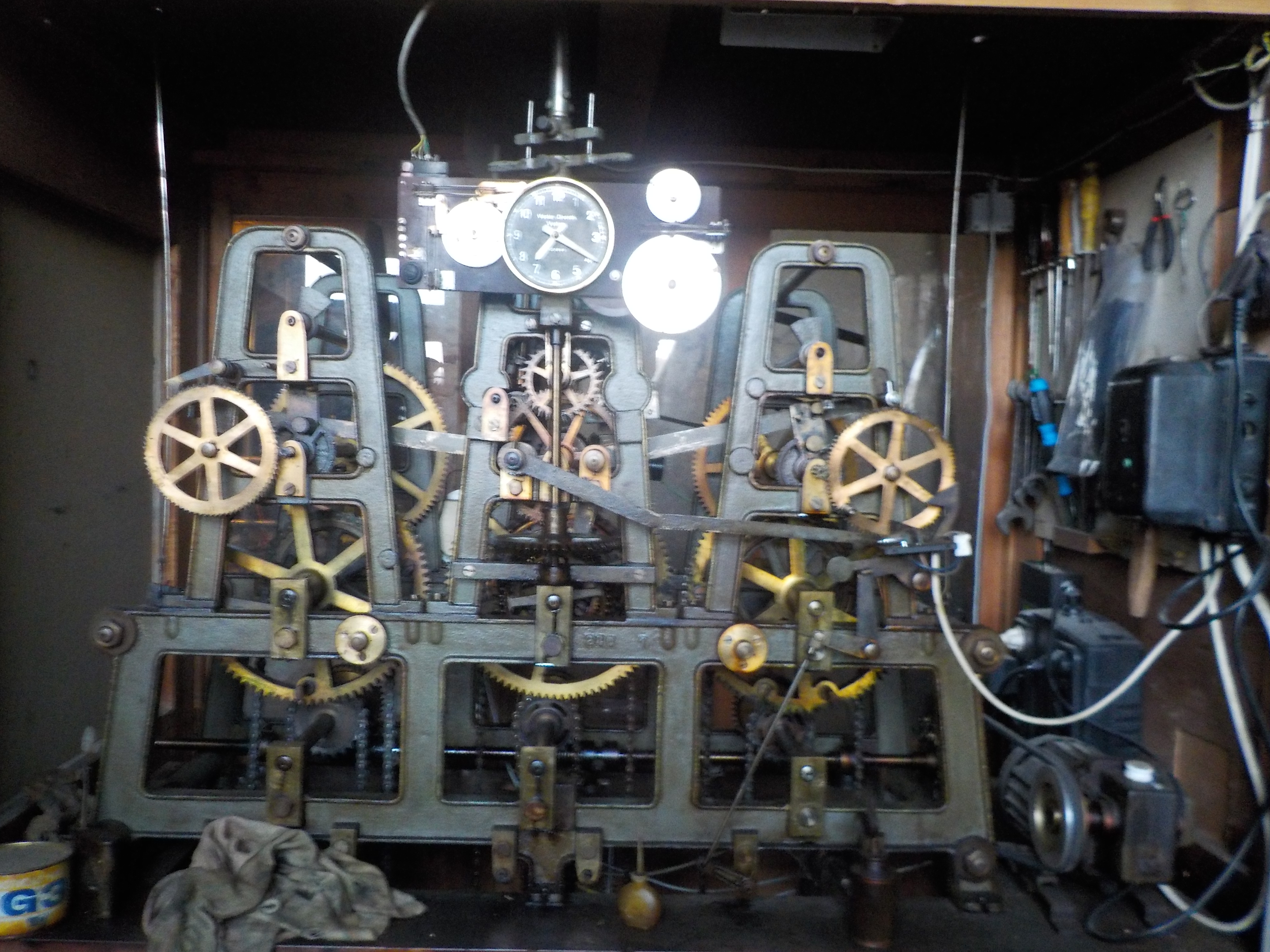
Hodinový stroj v křtinském kostele